# Aechmanthera leiosperma
Aechmanthera leiosperma är en akantusväxtart som beskrevs av C. B. Cl.. Aechmanthera leiosperma ingår i släktet Aechmanthera och familjen akantusväxter. Inga underarter finns listade i Catalogue of Life.